# E.M.I.L.
E.M.I.L. — румунський панк-рок гурт, створений 2000 року в Бухаресті. Назва гурту розшифровується як «Emo Men In Love». За роки існування колектив видав 3 студійні альбоми, 1 EP та 7 радіосинглів.

## Музичний жанр
Спочатку гурт зарекомендував себе як панк-рок та ска-панк колектив. Ближче до виходу першого та другого студійних альбомів гурт почав втілювати риси регі, та хіп-хопу в свої пісні. Альбом же «Imens» є сумішю мелодичного хардкору та поп-панку.

## Склад гурту
- Сорін Бедулеску– вокал
- Барбу Нікулае — бас-гітара
- Габі Жеоржеску — гітара
- Андрей Стоянович — гітара
- Євген Імекс — ударні

## Дискографія

### Студійні альбоми
- «Rom, Fum și Vanilie» (2005)
- «Știu, ți se pare absurd…» (2009)
- «Imens» (2015)

### EP
- «Cocktail Verde» (2002)

### Радіосингли
- «Copacii infloriți» (2002)
- «Pisica» (2003)
- «Da vrei» (2005)
- «Dub shot/Noaptea» (2005)
- «Doi» (2005)
- «Suntem peste tot»[2] (2013)
- «Am crescut cu trupa asta» (2015)

### Відеокліпи
| Рік  | Назва                      | Посилання                                      |
| ---- | -------------------------- | ---------------------------------------------- |
| 2002 | «Copacii infloriți»        |                                                |
| 2005 | «Da vrei»                  | [Архівовано 12 травня 2016 у Wayback Machine.] |
| 2005 | «Doi»                      | [Архівовано 22 квітня 2021 у Wayback Machine.] |
| 2013 | «Suntem peste tot»         | [Архівовано 19 лютого 2015 у Wayback Machine.] |
| 2016 | «2006» (feat. Stoe Toxxic) | [Архівовано 1 січня 2021 у Wayback Machine.]   |